# روبن مكنمارا
روبن مكنمارا (بالإنجليزية: Robin McNamara)‏ هو كاتب أغاني ومغني أمريكي، ولد في 5 مايو 1947.

## وصلات خارجية
- روبن مكنمارا على موقع IMDb (الإنجليزية)
- روبن مكنمارا على موقع ميوزك برينز (الإنجليزية)
- روبن مكنمارا على موقع قاعدة بيانات برودواي على الإنترنت (الإنجليزية)
- روبن مكنمارا على موقع ديسكوغز (الإنجليزية)